# 弗萊明鎮區 (明尼蘇達州派恩縣)
弗萊明鎮區（英語：Fleming Township）是位於美國明尼蘇達州派恩縣的一個行政鎮區。

## 地方資料
弗萊明鎮區的面積為93.59平方千米，當中陸地面積為93.52平方千米，而水域面積為0.07平方千米。根據2020年美國人口普查的數據，當地共有人口130人，而人口密度為每平方千米1.39人。